# Сушёный кальмар
Кальмар сушёный — морепродукт, произведённый способом высушивания цельного или измельченного мяса кальмаров или каракатиц. Пользуется высокой популярностью в прибрежных азиатских странах, в России и на Гавайях.

## История и происхождение
Кальмары распространены в тихоокеанских прибрежных районах Восточной и Юго-Восточной Азии, где традиционно употребляются в пищу человеком. Сушка кальмара изначально являлась одним из способов сохранения пригодного к пищи продукта на более длительный срок, однако постепенно вкусовые качества кальмара, обработанного таким образом, набрали популярность.
Начиная с 1970-х годов сушёный кальмар регулярно продаётся в Гонконге, где становится популярным снэком. Измельчённые кальмары стали продаваться в Макао как дополнение к их миндальным бисквитам. В Китае сушёный кальмар считается лёгкой закуской и продаётся на развес во многих магазинах по всей стране. В Японии сушёные измельчённые кальмары являются популярной закуской к алкогольным напиткам. В России сушёный кальмар является популярной закуской к пиву, на рынке представлен в виде колец кальмара, стружки из кальмара либо ломтиков кальмара, как правило продаётся в вакуумных пакетах весом от 30 до 150 грамм. В корейской кухне, сушёные измельчённые кальмары едят как анджу (закуска к алкоголю), так же используют как ингредиент панчхана (различная закуска в виде салата к основному блюду).

## Приготовление стружки
Изначально кальмар разделяется на части и очищается от кожи, после чего отваривается при температуре 65-80°С в течение 3-5 минут. Затем охлаждается и перетирается на мелкие части, которые сушатся при температуре около 20 °C в течение более 4 часов. Сахар, соль, сорбит, подсластители, органические кислоты и глутамат натрия являются типичными добавками при производстве продукта. На следующем этапе приготовления масса сушится при температуре 40-45 °C в течение 12-20 часов до достижения влажности в 40 %. Затем выдерживается в холодном помещении в течение 2 недель или более, и уже после этого высушивают при более высокой температуре 110—120 °C в течение 3-5 минут. После этого продукт ещё раз измельчают и высушивают до уровня влаги в 25-27 %.

## Упаковка
Наиболее распространённым методом фасовки продукта в сегодняшних азиатских странах является упаковка продукта в вакуумные пластиковые одноразовые пакеты. В России продукт, как правило, продаётся в вакуумных пакетах, но в специализированных магазинах его можно приобрести и на развес.

## Опасные добавки
В новостях фигурировала информация о наличии мышьяка и других токсичных металлов в партии сушёного кальмара, упакованного в Гонконге.

## Галерея

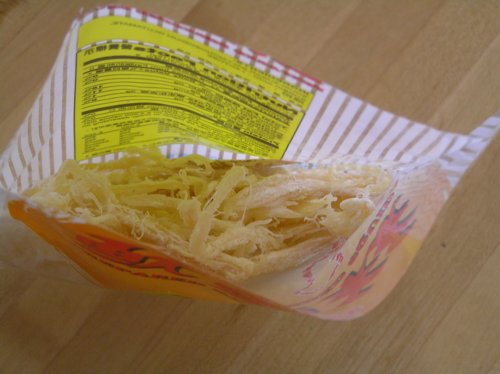
Сушеный кальмар в пакете
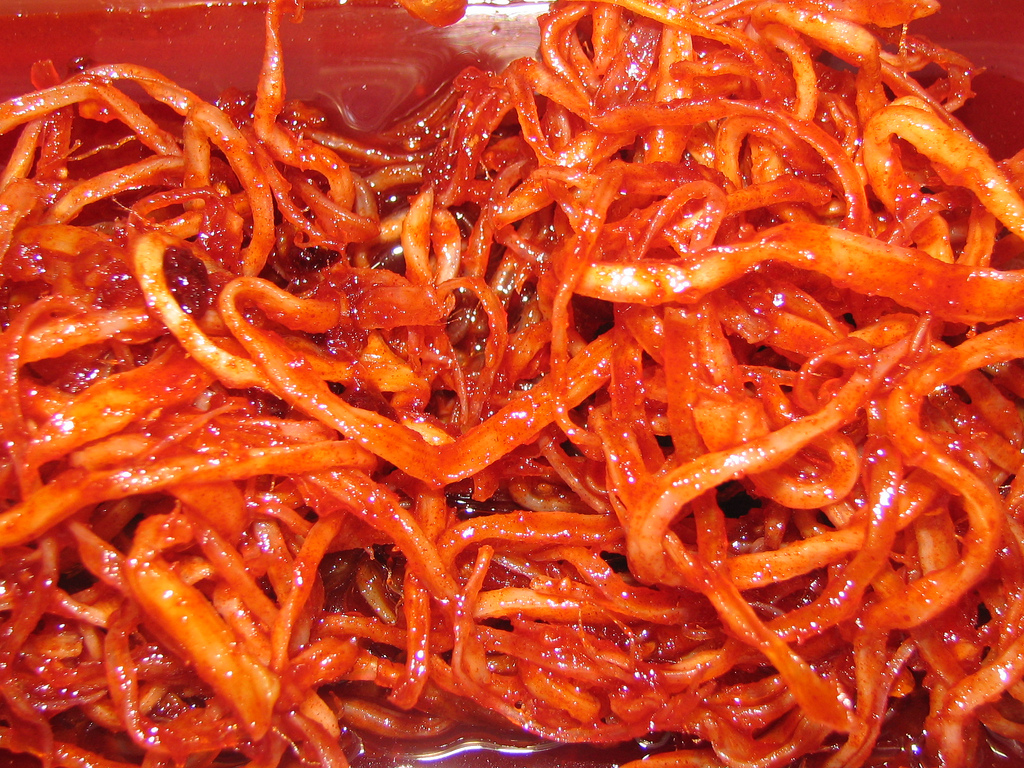
Салат из сушеного кальмара с соусом кочхуджан в корейской кухне
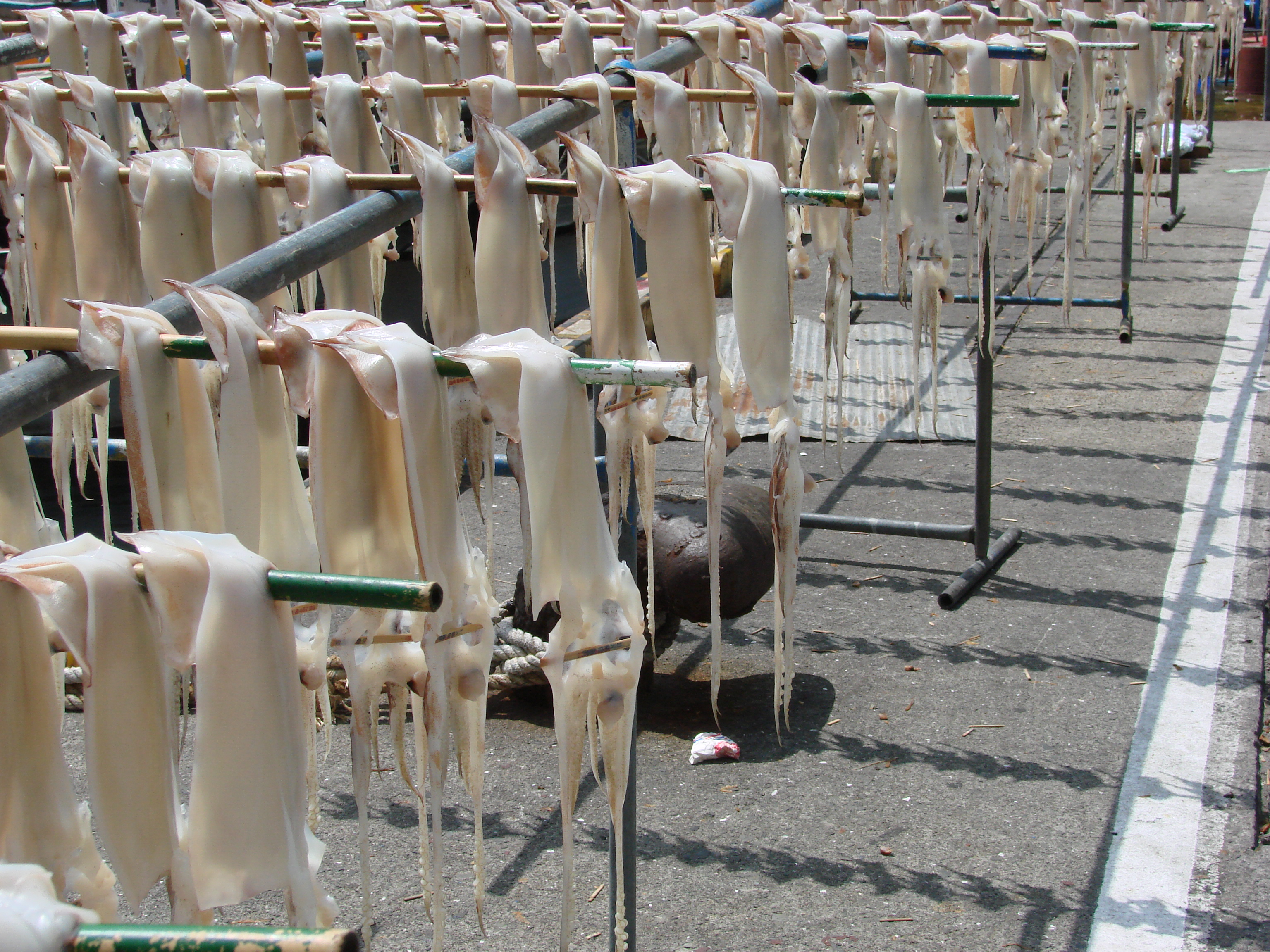
Сушка кальмара на острове Уллындо